# Талергофский комитет

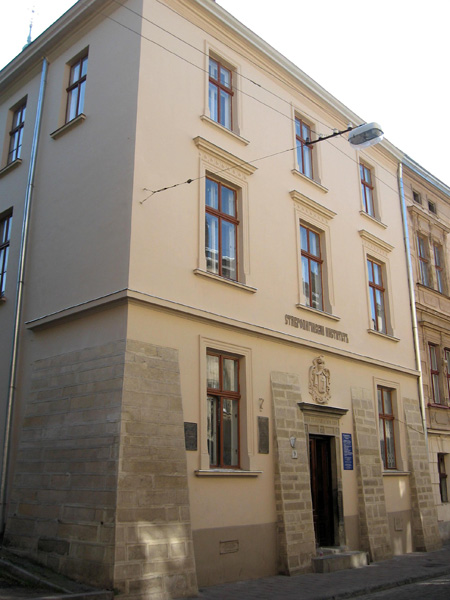
Здание типографии Ставропигийского института, в котором располагался Талергофский комитет

Талерго́фский комите́т — общественная организация, созданная узниками австрийских концлагерей Первой мировой войны, действовавшая в 1920-1930-х гг. Комитет получил своё название от главного концентрационного лагеря Талергоф, существовавшего с 1914 по 1917 годы возле города Грац в Австрии.

## Деятельность
Комитет располагался во Львове на улице Бляхарской, 9 (ныне ул. Ивана Фёдорова), председателем был А. Гулла.
В 1924—1932 годах во львовской типографии Ставропигийского братства Талергофским комитетом было издано четыре выпуска «Талергофского альманаха». Выпуски содержали множество документальных свидетельств убийств мирных жителей австрийской властью.
Осенью 1928 года памяти жертв была посвящена панихида, ежегодное проведение позднее стало традицией.
В 1934 году состоялся «Талергофский съезд», на котором собралось 15 тысяч участников. На Лычаковском кладбище был сооружен по проекту архитектора Олега Юлиановича Луцыка и инженера И.Туровича памятник жертвам Талергофа.